# Хотирєва Яна Вікторівна
Яна Вікторівна Хотирєва (рос. Яна Викторовна Хотырева; нар. 15 січня 1997, Шар, Казахстан) — російська футболістка казахського походження, півзахисниця білоруського клубу «Мінськ».

## Життєпис
З раннього дитинства проживала в Москві. Займалася художньою гімнастикою, аеробікою, волейболом. Футболом розпочала займатися у СШОР № 46 «Царицине» у тренера Світлани Шустікової. Переможниця та найкращий гравець першості Росії 2011 року серед дівчат до 14 років у складі збірної Москви.
На дорослому рівні розпочинала виступати за московські клуби другого та першого дивізіону Росії. У складі «Царицине» – чемпіонка (2013) та срібний призер (2016) фінального турніру другого дивізіону. Переможниця першого дивізіону 2017 року у складі клубу «Спарти-Свиблово».
З 2018 року грає за московський «Локомотив». Дебютний матч у вищій лізі провела 28 квітня 2018 року проти «Чертаново», замінивши у перерві Альону Рузіну. Усього у своєму дебютному сезоні зіграла 10 матчів, але, здебільшого, виходила на заміни. У сезоні 2019 року розпочала закріплюватися в основному складі, завдяки чому забила відзначилася своїм першим голом за «Локомотив» у матчі другого кола першості проти «Чертаново». За підсумками сезону 2019 року увійшла до ТОП-5 асистентів серед гравців усіх команд (5 гольових передач). Срібна призерка чемпіонату Росії 2019 та 2020 років, чемпіонка Росії 2021 року. У лютому 2023 року перейшла до ЖФК «Мінськ».
Виступала за дівочу та молодіжну збірні Росії. Володар бронзової медалі Універсіади 2019 року в Італії, де зіграла 5 матчів, відзначившись голом (у чвертьфінальному матчі зі збірною Республіки Корея) та результативною передачею.
Вчиться у МДАФК на футбольного тренера.